# Gnathonyx orientalis
Gnathonyx orientalis là một loài bọ cánh cứng trong họ Cerambycidae.